# Sun Beans of Shimmering Light
Sun Beans of Shimmering Light ist ein Jazzalbum von Wadada Leo Smith, Douglas Ewart und Mike Reed. Die 2015 im Constellation in Chicago entstandenen Aufnahmen erschienen am 16. April 2021 auf Astral Spirits.

## Hintergrund
Das Album wurde live im Veranstaltungsort Constellation in Chicago aufgenommen. Obwohl das Konzert 2015 im Constellation Arts Space von Schlagzeuger Mike Reed in Chicago aufgenommen wurde, kam das Konzert etwa fünf Jahre zuvor zustande, als Mike Reeds Band People, Places & Things am selben Abend wie Wadada Leo Smith auf dem Vision Festival 2010 in New York City spielte. Bei dieser Gelegenheit sagte der Trompeter zu Reed, dass sie mal zusammenspielen müssten. Wie Reed dem Autor Howard Reich sagte, hielt er Smith für höflich und dachte nicht mehr daran. Bei einer anschließenden Begegnung mit dem Multiinstrumentalisten Douglas Ewart wiederholte Smith seinen Wunsch. Die drei Musiker traten 2012 zusammen auf und bewerteten die Konstellation als so erfolgreich, dass in den folgenden Jahren weitere Treffen stattfanden; 2015 entstand dann diese Live-Aufnahme.
„Black music“ kenne keine Grenzen, meinte Douglas Ewart. „Wir mussten immer erfinderisch sein, wie wir die Bedingungen für das Engagement festlegen.“

## Titelliste
- Wadada Leo Smith, Douglas R. Ewart, Mike Reed – Sun Beans of Shimmering Light (Astral Spirits AS166)[3]

1. Constellations and Conjunctional Spaces 15:48
2. Sun Beans of Shimmering Light 7:52
3. Super Moon Rising 10:21
4. Unknown Forces 9:47
5. Dark Tango 1:46

Alle Kompositionen stammen von Smith, Ewart und Reed.

## Rezeption
Nate Chinen meinte bei WBGO (Take Five), die Prinzipien des Engagements bzw. des Protests im Jazz seien in der Musik des Albums deutlich zu erkennen, Das Album könne auch als generationenübergreifender AACM-Gipfel verstanden werden, obwohl dies gewichtiger als nötig klinge. Man solle sich „Super Moon Rising“ genau anhören, das mit einem Glockenspiel beginnt und mit einem kontrollierten Luftzug endet, und man werde schnell verstehen, dass diese Meisterimprovisatoren sich mit den tiefsten Empfindungen beschäftigen, die der reinen Möglichkeit [des Handelns] in jedem Moment verpflichtet sind, je nachdem wie es sich entfaltet. Man höre nur, wie Smiths gedämpfte Trompete kurz vor der Vier-Minuten-Marke eine Tür für Ewarts Flöte öffnet.

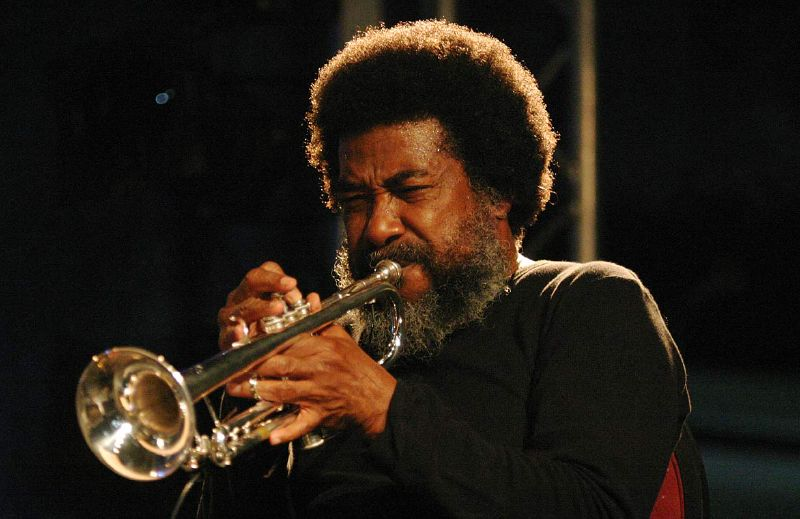
Wadada Leo Smith (um 2008)

Phil Freeman schrieb in Stereogum, „diese unglaubliche Live-Performance“, die sich durch Smiths durchdringende Trompete auszeichne, sei so stark AACM-beeinflusst, wie es nur gehe. Alle drei Männer seien Mitglieder der ehrwürdigen Institution Chicagos, und dieser Mitschnitt erinnere an die Arbeit des Art Ensemble of Chicago sowie an einige der Ablegerprojekte seiner Mitglieder wie Joseph Jarman und Egwu Anwu (Sun Song) von Famoudou Don Moye von 1978. „Super Moon Rising“, das Herzstück der Aufführung, beginne mit einer langen Strecke eines Trompeten-Schlagzeug-Duos, das fast rituellen Charakter habe, bevor Ewart um die Sechs-Minuten-Marke einsteige. Reeds Trommeln wechselten von meditativ zu kriegerisch, als würde er versuchen, sie voranzutreiben, aber seine beiden Mitspieler wüssten genau, was sie täten und gingen nirgendwo hin, bis Reed sich schließlich in einem scharfen, von der Rührtrommel getriebenen Rhythmus einrichtete, der an Phillip Wilsons Spiel auf Julius Hemphills Dogon A.D. erinnerte. Dies sei magische Musik, und die Tatsache, dass sie sechs Jahre lang in einem Regal stand, sei nahezu unverständlich. Zum Glück ist sie jetzt in der Welt, so der Autor.
Nach Ansicht von John Sharpe, der das Album in All About Jazz rezensierte, bedeutete die Anwesenheit von drei formsuchenden Improvisatoren, dass es unklar sei, wo die Notation ende und der individuelle Ausdruck beginne. Diese Zweideutigkeit und Unvorhersehbarkeit kennzeichne einige der besten Musikstücke und präge diese Session. Smiths Grundhaltung, dass die Stille um eine Note genauso wichtig sei wie die Note selbst, werde offensichtlich geteilt. Seine Trompete mische sich zu Beginn von „Constellations and Conjunctional Spaces“ im gemessenen Kontrapunkt mit Ewarts Fagott in einer kammermusikalischen Sensibilität, ohne durch Reeds kleine Perkussions-Erdung gestört zu werden. Reed sorge für eine weitere elegante Interaktion, während Ewarts Sopraninosaxophon-Geheule im Verlauf des Tracks durch Smiths ausdrucksvolles Blechblasinstrument laufen. Die schön klagende Atmosphäre des Titelstücks sei ein weiterer Höhepunkt einer durchweg lohnenden Performance.